# Jules Bache
Jules Semon Bache (ur. 9 listopada 1861 w Nowym Jorku, zm. 24 marca 1944 w Palm Beach) – amerykański bankier o niemieckim pochodzeniu, kolekcjoner dzieł sztuki i filantrop.

## Życiorys
Urodził się w Niemczech, wkrótce po tym jego rodzina wyemigrowała do Stanów Zjednoczonych, osiedlając się w Nowym Jorku. W 1886 rozpoczął pracę jako kasjer w Leopold Cahn & Co., firmie maklerskiej założonej przez jego wuja. W 1886 został mianowany partnerem mniejszościowym, a w 1892 przejął pełną kontrolę nad działalnością firmy i zmienił nazwę na JS Bache & Co. Przekształcił firmę wuja w jeden z wiodących domów maklerskich w Stanach Zjednoczonych, ustępując jedynie Merrill Lynch & Co., Inc. W efekcie Bache zgromadził pokaźny majątek i został mecenasem sztuki i filantropem.
W czasie II wojny światowej Bache wspomagał finansowo American Field Service we Francji, a jego żona była honorowym skarbnikiem organizacji charytatywnej War Babies' Cradle, która dostarczając żywność, ubrania, paliwo do ogrzewania i opiekę medyczną niosła pomoc matkom i dzieciom dotkniętym przez wojnę w północnej Francji i Belgii.
Był udziałowcem kilku dużych przedsiębiorstw oraz zasiadał w zarządach wielu z nich. Posiadał udziały w kanadyjskich firmach wydobywczych. Jego udziały w tych przedsiębiorstwach znajdowały się w rękach spółki założonej w raju podatkowym na Bahamach, co pozwoliło mu legalnie uniknąć płacenia różnych podatków w Stanach Zjednoczonych i za co był szeroko krytykowany. Bache uważał, że wysokie podatki były przeszkodą dla wzrostu gospodarczego i opublikował broszurę zatytułowaną Release business from the slavery of taxation (Uwolnić biznes od niewolnictwa podatków). Jako większościowy udziałowiec Dome Mines Limited, był prezesem spółki od 1919 do 1942, a następnie przewodniczącym zarządu. Za pośrednictwem Dillon, Read & Company w 1923 nabył spółkę motoryzacyjną Dodge Brothers, zajmując ważną pozycję w Chrysler Corporation.
Jules Bache był również znany ze swojej kolekcji sztuki, na którą prasa zwróciła szczególną uwagę w 1929 roku, kiedy kupił portret Juliana Medyceusza, dzieło Bronzina wtedy mylnie przypisywane Rafaelowi. Nabył również dzieła takich artystów jak: Rembrandt, Tycjan, Dürer, Velázquez, Gerard David, Giovanni Bellini i Botticelli. W 1937 roku otworzył swoją kolekcję dzieł sztuki dla publiczności, a w 1943 przekazał niektóre dzieła do Detroit Institute of Arts. Po jego śmierci w 1944 roku, pozostała część jego kolekcji trafiła do Metropolitan Museum of Art w Nowym Jorku.